# 源氏山公園 (鎌倉市)
源氏山公園（げんじやまこうえん）は、神奈川県鎌倉市にある都市公園（風致公園）である。

## 概要
源氏山周辺に開園した公園。源頼朝の像も置かれている。設備・遊具やトイレも複数完備されている。
面積は9.5ヘクタールである。

## 歴史

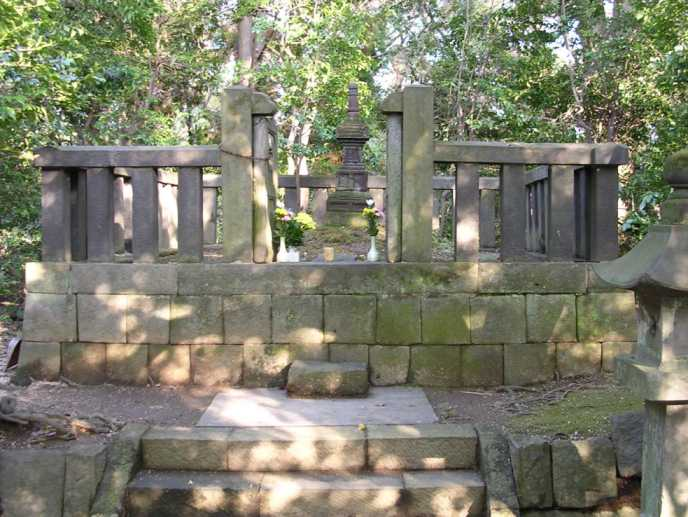
日野俊基の墓所、国指定史跡

標高93mの源氏山周辺に、1956年9月24日に都市計画決定し、1966年10月20日に開園した。「源氏山」の名は、麓に源氏の屋敷があったからとする説が有力である。後三年の役で八幡太郎義家が出陣する際に、山上に源氏の白旗を立てて戦勝を祈ったところから「旗立山」の別名がある。1980年には、源頼朝の鎌倉入り800年を記念して頼朝像が建立された。源氏山北西一帯は葛原岡と呼ばれ、鎌倉幕府の倒幕に関わった日野俊基はこの地で処刑された。俊基の霊を祀る葛原岡神社と墓所は園内にある。同神社は大黒天も祀っており、2010年からは縁結びの祈願も行う。公園南側、鎌倉駅方面に下りる途中には銭洗弁財天宇賀福神社があり、北側は化粧坂の切り通しに通じる。北鎌倉と鎌倉大仏を結ぶハイキングコースでは、本園が中間地点になる。